# Mărtineni
Mărtineni (węg. Kézdimartonfalva) – wieś w Rumunii, w okręgu Covasna, w gminie Catalina. W 2011 roku liczyła 607 mieszkańców.